# Các biểu tượng may mắn

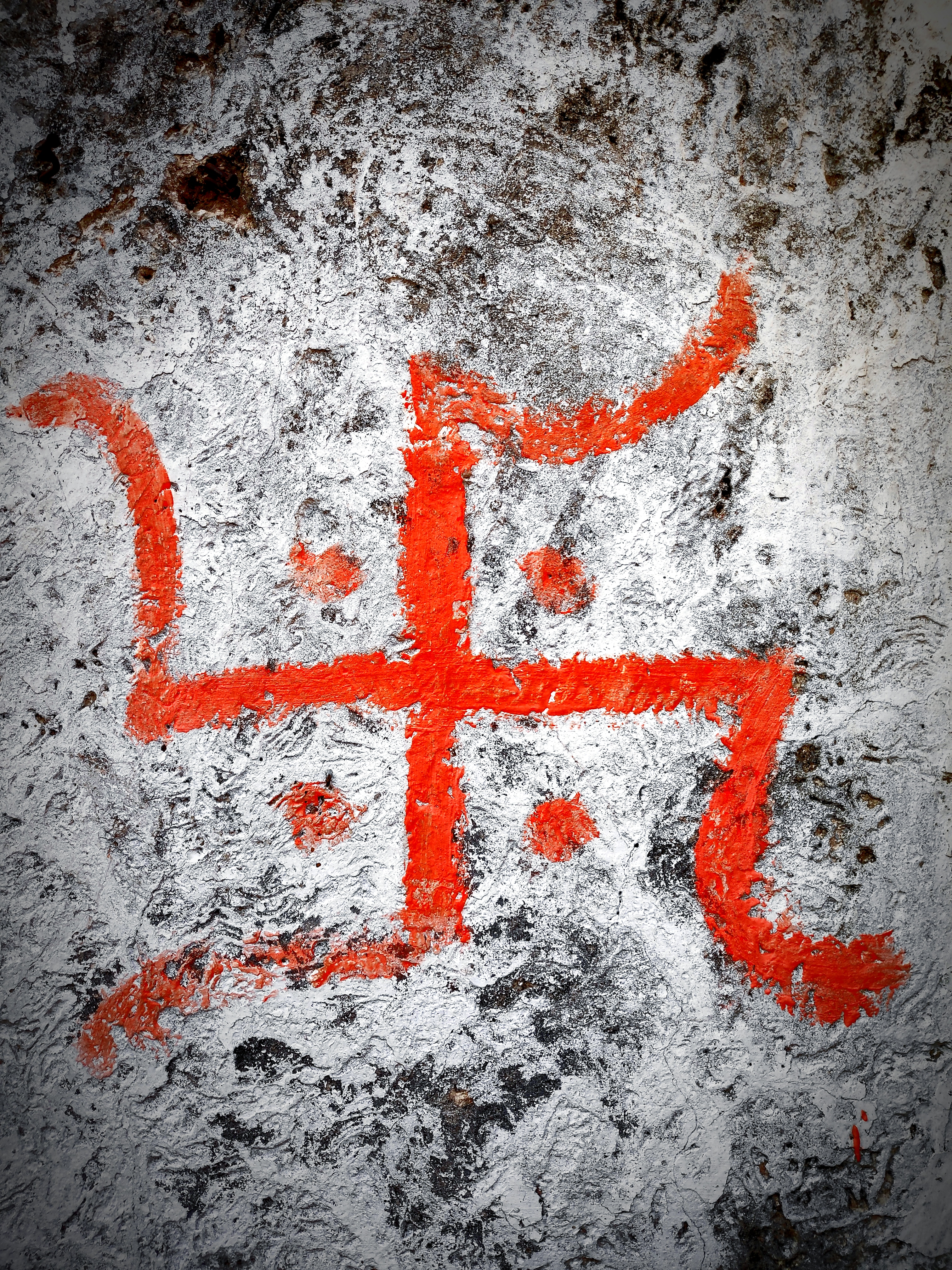
Biểu tượng chữ Vạn trong Phật giáo ở Nepal

Các biểu tượng may mắn (Lucky symbols) là một số sự vật, hiện tượng, đồ vật, hình dáng hoặc các chỉ dấu, điềm báo mà khi chúng xuất hiện, được chứng kiến, có được một cách tình cờ hay có chủ ý được cho là sẽ đem lại may mắn (điềm lành) cho một số người có được, gặp được (hữu duyên). Trong số đó, Bùa may mắn là bùa hộ mệnh hoặc vật phẩm khác được cho là mang lại may mắn. Hầu như bất kỳ đối tượng, hiện vật có thể được sử dụng như một sự bùa phép. Tiền xu và cúc áo là những ví dụ, cũng như những đồ vật nhỏ được tặng cho làm quà tặng, do chúng tạo ra những mối liên hệ thuận lợi. Nhiều cửa hàng lưu niệm có nhiều món đồ nhỏ có thể dùng làm bùa may mắn. Bùa may mắn thường được đeo trên người, nhưng không nhất thiết phải như vậy.

## Danh sách
Mỗi nước lại có một biểu tượng khác nhau tượng trưng cho may mắn. Các biểu tượng này thường gắn với lịch sử phát triển hoặc tôn giáo hay bản sắc dân tộc. Dưới đây là danh sách các biểu tượng may mắn:

### Biểu trưng

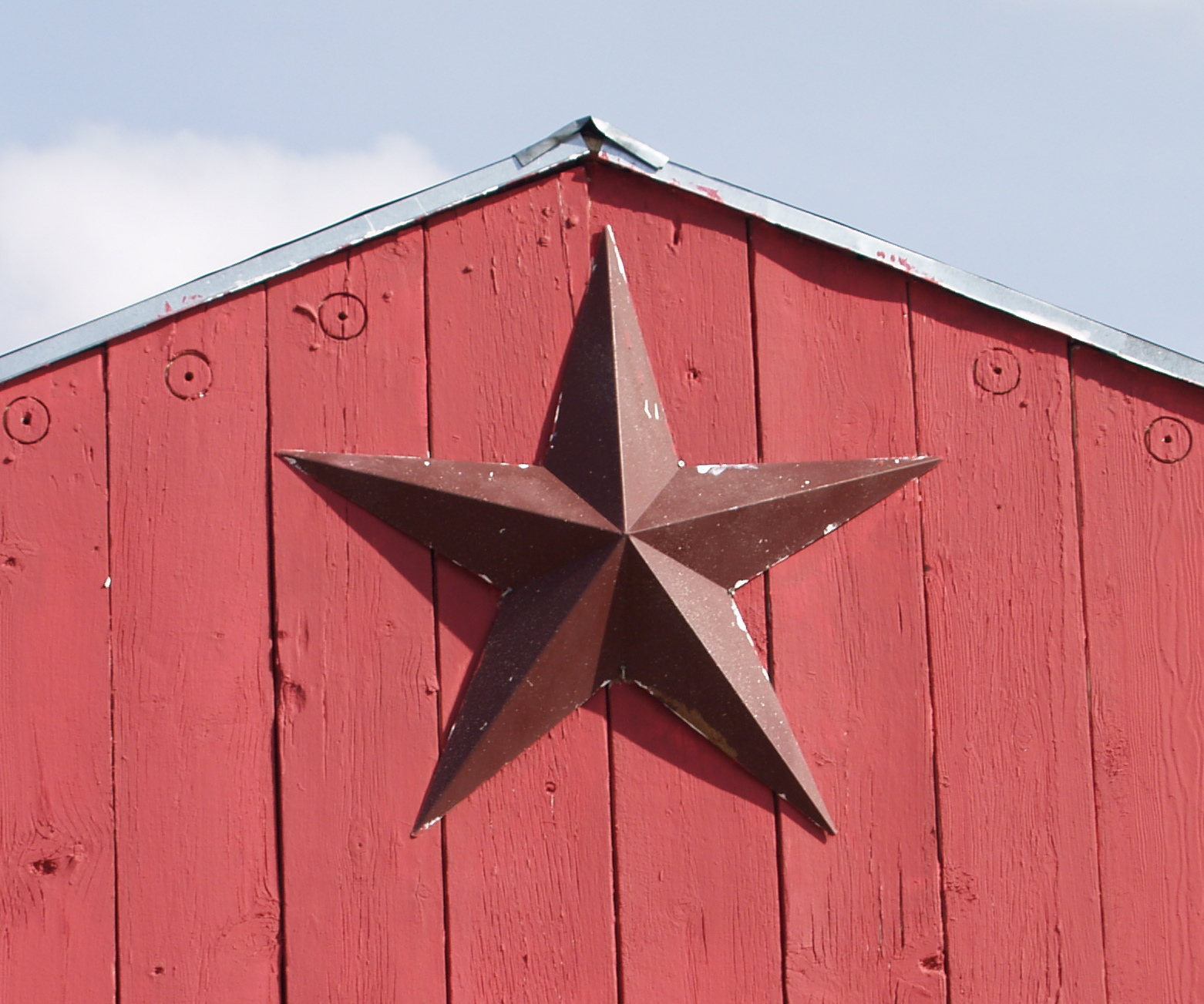
Ngôi sao năm cánh

- Chữ Vạn hoặc Swastika 卐 / sauwastika 卍 xuất phát từ tiếng Phạn (Devanagari: स्वस्तिक) có nghĩa là lợi phước hoặc tốt lành[3][4]. Trong Ấn Độ giáo chữ Vạn tượng trưng cho surya ('Mặt trời'), thịnh vượng và may mắn[4] và trong Phật giáo, nó tượng trưng cho dấu chân tốt lành của Đức Phật.[4][5][6]. Trong thế giới phương Tây, nó là biểu tượng của điềm lành và may mắn cho đến những năm 1930[7][8].
- Ashtamangala (अष्टमङ्गल, Aṣṭamaṅgala) là biểu tượng may mắn trong các tôn giáo Ấn Độ như Ấn Độ giáo, Kỳ Na giáo và Phật giáo.
- Ngôi sao năm cánh ở nhà kho là biểu tượng may mắn ở Hoa Kỳ[9][10].

### Con số
- Số 8 là con số mang lại may mắn ở Trung Quốc, Nhật Bản. Trong tiếng Hán, chữ số 8 được phát âm là "Bát", đồng âm với từ "phát".
- Số 7 là con số mang lại may mắn ở Nhật Bản và ở châu Âu[11][11][12][12].

### Vật phẩm

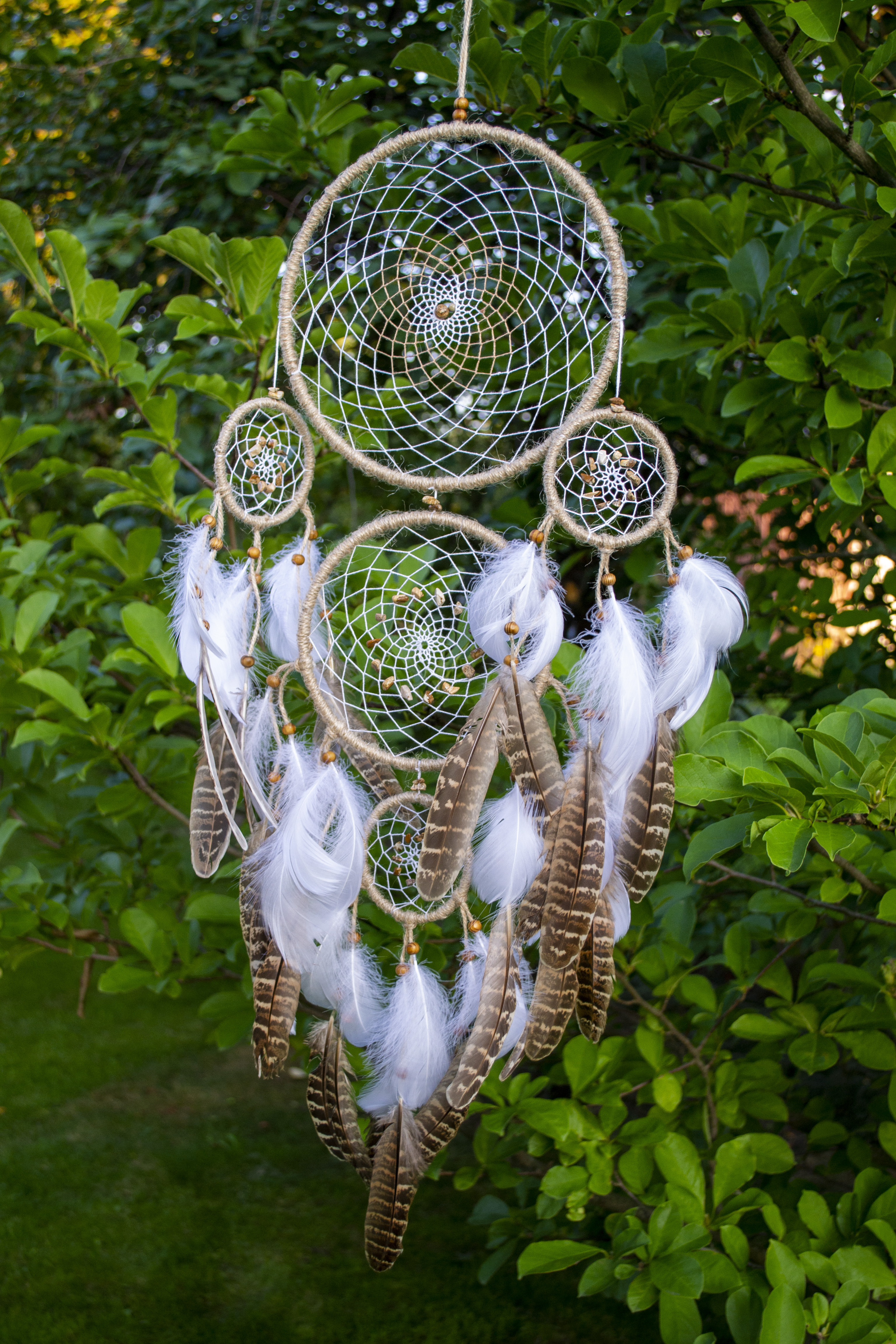
Lưới giấc mơ (Dreamcatchers)

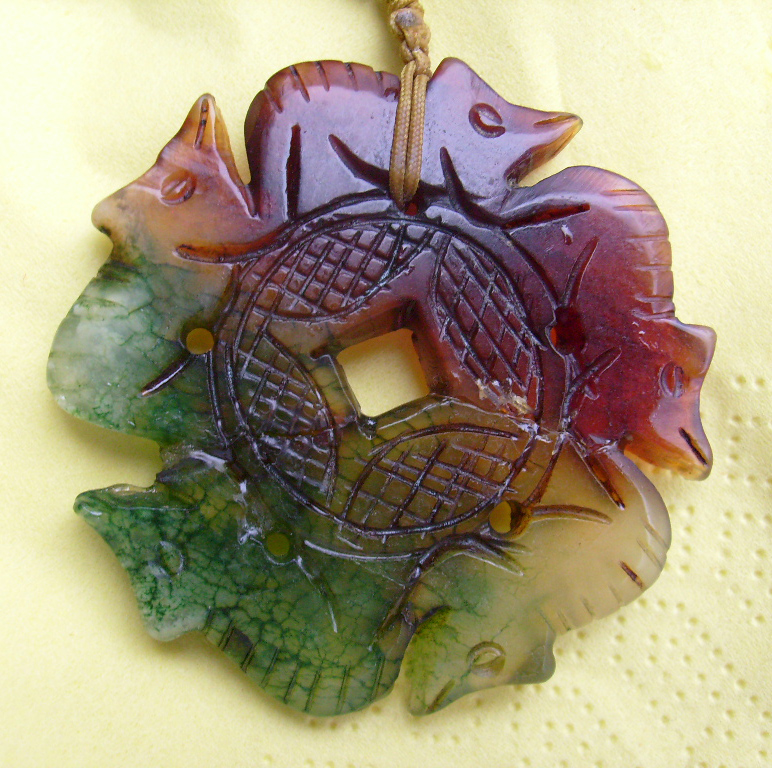
Một miếng ngọc thạch

- Lưới giấc mơ (Dreamcatcher) của người da đỏ Ojibwe: Trong nền văn hóa Ojibwa của người Mỹ bản địa, tâm trí con người được cho là dễ bị ảnh hưởng bởi những linh hồn đen tối, khi tâm trí yếu ớt nhất (tức là đang ngủ) và sẽ có những giấc mơ xấu. Để phòng ngừa, những người đàn ông và phụ nữ sẽ dệt những chiếc vòng bắt giấc mơ. Những lá bùa này sẽ để những linh hồn có giấc mơ tốt đi qua, trong khi bẫy những linh hồn xấu xa trong tấm lưới mày[13][14] nhờ đó họ chìm vào giấc ngủ với những giấc mơ đẹp. Ngày nay, chiếc vòng này được coi là một bảo bối xua đuổi tai ương[15].
- Mojo là một nét duyên dáng bắt nguồn từ văn hóa châu Phi. Nó được sử dụng trong các nghi lễ tà thuật để mang theo một số đồ vật hoặc bùa chú may mắn và nhằm mục đích gây ra một hiệu ứng cụ thể. Ý tưởng là các đồ vật cụ thể được đặt trong túi và được tích điện sẽ tạo ra hiệu ứng siêu nhiên cho người mang. Thậm chí ngày nay, túi mojo vẫn được sử dụng. Văn hóa Châu Âu cũng góp phần tạo nên quan niệm về bùa may mắn.
- Milagros có nghĩa là “phép lạ” trong tiếng Tây Ban Nha. Đây là những lá bùa có hình thiên thần, thánh giá, cánh tay, đôi chân, động vật, thực vật và một số chủ đề khác. Chúng thường được đóng vào một cây thánh giá hoặc một số đồ vật tôn giáo. Người ta cũng thường cất trong túi để cầu may[15].
- Nazar hay con mắt ác quỷ là một tấm bùa hộ mệnh chống lại kẻ xấu. Ở Thổ Nhĩ Kỳ, Nazar là một viên ngọc màu xanh, được đính cườm, có thể móc hay treo lên một số vật dụng cá nhân[15].
- Omamori là một trong những loại bùa hộ mệnh phổ biến nhất của xứ Nhật Bản. Omamori có nghĩa là che chở, bảo vệ là một vật cầu may mắn rất đặc trưng và được kính trọng trong nền văn hóa của Nhật, tượng trưng cho các vị thần Shinto.
- Cornicello là vật phẩm có hình dạng như một chiếc sừng, có thể lấy cảm hứng từ sừng của loài linh dương Eland tại châu Phi trông rất giống một trái ớt. Người Ý thời cổ đại dùng Cornicello để xua đuổi ác quỷ. Đến nay Cornicello vẫn là biểu tượng may mắn phổ biến. Người ta tin rằng biểu tượng chiếc sừng này giúp duy trì hạnh phúc hôn nhân và củng cố các mối quan hệ[15].
- Pysanka là những quả trứng Phục sinh được trang trí cầu kỳ, tinh xảo ở Ukraina. Chúng đại diện cho sức khỏe, khả năng sinh sản, tình yêu và sự giàu có. Vào thời kỳ tiền Kitô giáo, một con cá được vẽ trên quả trứng chỉ đơn giản là đại diện cho một mẻ cá lớn và trù phú, nhưng đến thời Cơ đốc giáo thì con cá lại liên quan đến chúa Jesus[15].
- Nenette và Rintintin là những con búp bê làm từ sợi len. Người Pháp cũng bảo nhau rằng, búp bê sợi được người khác tặng mới may mắn, còn nếu tự mua thì chúng không có khả năng bảo vệ bạn[15].
- Búp bê Daruma là một loại búp bê của người Nhật có dạng hình tròn, không chân, không ty và được làm từ loại giấy bồi truyền thống của nước Nhật. Đây cũng chính là biểu tượng may mắn được sử dụng tại Nhật Bản.
- Búp bê buồn phiền (Worry) của người Guatemala được làm ra để giúp con người ngủ ngon hơn, đặc biệt là trẻ em. Những mắc chứng lo âu nhẹ, chứng khó ngủ hoặc cần may mắn có thể tìm đến búp bê Worry để nguyện cầu một đêm ngon giấc. Theo quan niệm xưa, khi chuẩn bị chìm vào giấc ngủ, bạn hãy ôm con búp bê và kể nó nghe khó khăn mình đang gặp. Năng lượng tiêu cực sẽ được truyền sang búp bê[15]. Theo một truyền thuyết của Guatemala, khi mất ngủ, người ta sẽ kể cho các chú búp bê những nỗi lo lắng của mình và búp bê sẽ giúp mang đi tất cả những lo âu đó để giúp họ ngủ dễ dàng hơn[2].
- Người Do Thái với một đồng xu là biểu tượng may mắn ở Ba Lan với ý nghĩ đem lại tiền bạc[16][17][18].
- Ngọc thạch hay ngọc bội là biểu tượng may mắn trong văn hóa Trung Quốc.
- Đá quý và đá phong thủy là biểu tượng của giàu sang, phú quý. Thạch anh tím có màu sắc vừa dùng trang trí, vừa là biểu tượng của phú quý[19], ngoài ra còn phỉ thúy, pha lê.
- Chuông gió được sử dụng để hút dòng chảy tiền bạc vào nhà. Cách sử dụng hiệu quả nhất với chuông gió là số 9, có thể là 9 cm, hoặc 9 sợi dây ruy băng đỏ. Chiếc chuông gió có sức mạnh nhất là những chiếc có 6 thanh và làm bằng kim loại[19].
- Đồng tiền xu thường được treo chéo nhau và kết nối chúng bằng một sợi dây màu đỏ, sau đó treo lên các cửa ra vào. Dùng 9 hoặc 6 đồng tiền xu cho cửa chính và những cửa còn lại thì treo số lượng ít hơn. Phong thủy cho rằng, làm như vậy sẽ giúp giữ được năng lượng tiền bạc trong nhà[19].
- Bàn tay Hamsa hay Khamsa là biểu tượng may mắn phổ biến ở cả cộng đồng Do Thái và Hồi giáo[15].
- Nazar được người Thổ Nhĩ Kì cho là có tác dụng bảo vệ con người khỏi những con mắt xấu xa. Nó được làm từ thủy tinh đen, xanh, trắng và xanh nước biển. Biểu tượng Nazar có ở các nước Armenia, Romania, Albania, Afghanistan và Iran[2].
- Biểu tượng Figa hình bàn tay, theo niềm tin của người Brazil, sẽ xua đuổi năng lượng xấu và mang đến may mắn. Người dân Brazil cho rằng, vật này sẽ giúp lưu giữ lại tất cả may mắn mà bạn chưa dùng đến[2].
- Tumi là một chiếc rìu trang trí phức tạp, phần phía sau rìu có gắn hình ảnh của Naylamp, một vị anh hùng trong thần thoại của nền văn minh Inca ngay nay là ở Peru. Rìu Tumi từng được dùng để hiến tế con người và động vật. Các vị tư tế thời kỳ Inca sẽ dùng rìu cắt trái tim của lạc đà để hiến tế, nhờ đó giúp dự đoán tương lai. Ngày nay, rìu Tumi là biểu tượng của Peru. Người ta treo những chiếc rìu mini trên tường hoặc thiết kế móc khóa theo hình chiếc rìu[15]. Người Peru tin rằng treo Tumi trên tường sẽ mang lại may mắn. Dao Tumi thường được làm bằng đồng, vàng, hoặc bạc và sử dụng trong các buổi nghi lễ[2].

### Cây hoa lá

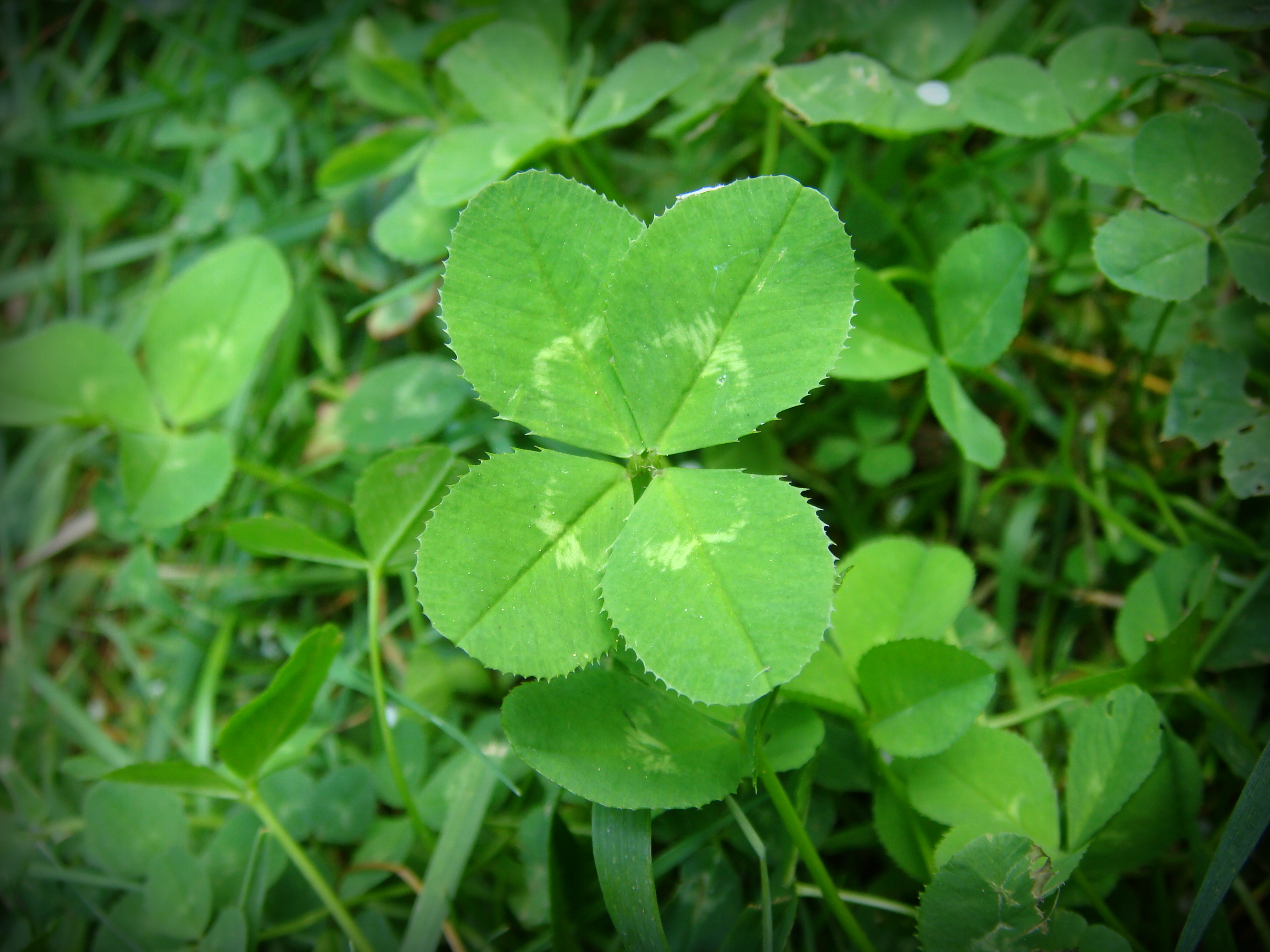
Cỏ bốn lá

- Cỏ bốn lá là biểu tượng may mắn của Người Ireland và Người Celtic, Người Đức, Người Ba Lan[20][20][21][21]. Bốn phía của cỏ bốn lá tượng trưng cho niềm tin, hy vọng, may mắn và tình yêu, bất cứ ai tìm thấy cỏ bốn lá thì ngày hôm đó sẽ gặp may. Tỷ lệ tìm thấy cỏ bốn lá ngoài tự nhiên được cho là 1/10.000, điều này càng giúp củng cố niềm tin tìm thấy cỏ 4 lá là sẽ gặp phúc lớn. Bốn lá cũng được coi là liên quan đến bốn mặt của cây thánh giá, vì vậy người ta còn tin rằng cỏ bốn lá là tạo vật của Thiên đường hoặc Vườn Địa Đàng[15].
- Cỏ ba lá: Các tín đồ của Thánh Patrick (vị thánh bảo trợ của Ireland), đã sử dụng cỏ bốn lá như một biểu tượng của sự may mắn của người Ireland vì cỏ ba lá có rất nhiều trên các ngọn đồi ở Ireland[22].
- Hạt sồi là biểu tượng may mắn trong văn hóa Na Uy và ở Anh[2]. Quả sồi gắn liền với phép thuật phù thủy nhưng là một biểu tượng may mắn, quả sồi được cho là có tác dụng bảo vệ sức khỏe. Mang theo một quả sồi thì bệnh tật, đau đớn sẽ qua đi. Nếu bị ốm, quả sồi giúp giảm cơn đau và bạn nhanh chóng khỏi bệnh[15].
- Tỏi (tép tỏi) được quan niệm là có thể trừ tà, đuổi tà[23][24][25].
- Trái cây và ngũ cốc có ý nghĩa mang lại sự no đủ trong phong thủy. Những bát hoa quả tràn trề, hay cây sai trĩu quả là những vật phẩm phong thủy thường được sử dụng. Ở Việt Nam thường chưng các loại trái cây tượng trưng gọi là mâm ngũ quả[19].
- Cây lá tròn giúp tái tạo dòng năng lượng và kích thích phát triển dòng chảy của tiền[19].
- Tre và trúc là biểu tượng may mắn trong văn hóa Trung Quốc[26][26]. Trong nghệ thuật cây cảnh người ta thường tạo dáng cho cây trúc quân tử. Để tăng sự may mắn, thành công về tiền bạc, hãy đặt 9 thân tre trong chiếc bình màu tím. Chiếc bình này phải có thân to hơn miệng, với ý nghĩa là giữ của[19].
- Các loài hoa nhìn chung là mang đến ý nghĩa tốt lành. Ngôn ngữ của các loài hoa nói lên nhiều điều quan niệm và mong cầu tốt đẹp trong cuộc sống. Một số ý nghĩa may mắn của các loài hoa cụ thể là[27][28]: 
  - Hoa mai mang ý nghĩa giàu có, sung túc, thường được chưng Tết (hoa mai vàng).
  - Hoa đào mang ý nghĩa yên bình, may mắn, thường được chưng Tết.
  - Hoa cúc mang biểu tượng của sự sống, tăng thêm phúc lộc cũng như sự hoan hỉ đến nhà theo phong thủy.
  - Hoa cúc vạn thọ (cúc vàng) thường được sử dụng để làm hoa cúng, người ta hay dùng những chậu cúc vạn thọ vàng màu nắng cho năm mới thêm may mắn.
  - Hoa lan mang đến sự yên vui, phát tài, vạn sự như ý.
  - Hoa cát tường mang đến sự thịnh vượng, tài lộc.
  - Hoa đồng tiền (còn gọi là kim tiền trong phong thủy) mang đến hạnh phúc, vui vẻ.
  - Hoa lay ơn mang đến điềm lành (đây là loài hoa có tác dụng trừ tà, xua đuổi điềm xấu, mang lại may mắn, không khí vui tươi cho gia chủ)
  - Hoa đỗ quyên là biểu tượng của sự sung túc, sum vầy. Hóa giải những luồng khí xấu, đem tới vận may cho gia chủ.
  - Hoa thủy tiên mang ý nghĩa về sự may mắn, sang trọng.
  - Hoa hải đường mang ý nghĩa sự thuận hòa, vui vẻ.
  - Hoa trạng nguyên với màu sắc đỏ rực rỡ mang ý nghĩa thành công, thăng tiến.
- Hoa trắng nở ra từ cây thạch thảo hay cây thạch nam là biểu tượng may mắn của những người lữ hành Ireland, Scotland khi bắt gặp phải chúng[29].

### Loài vật
Có nhiều loài vật mang lại may mắn trong quan niệm của các nền văn hóa trên thế giới. Nhiều loài động vật được xem là đem lại may mắn cho con người. Tuy nhiên, không phải ở đâu người ta cũng xem cùng một loại động vật là may mắn. Một số loài vật có thể kể đến như:

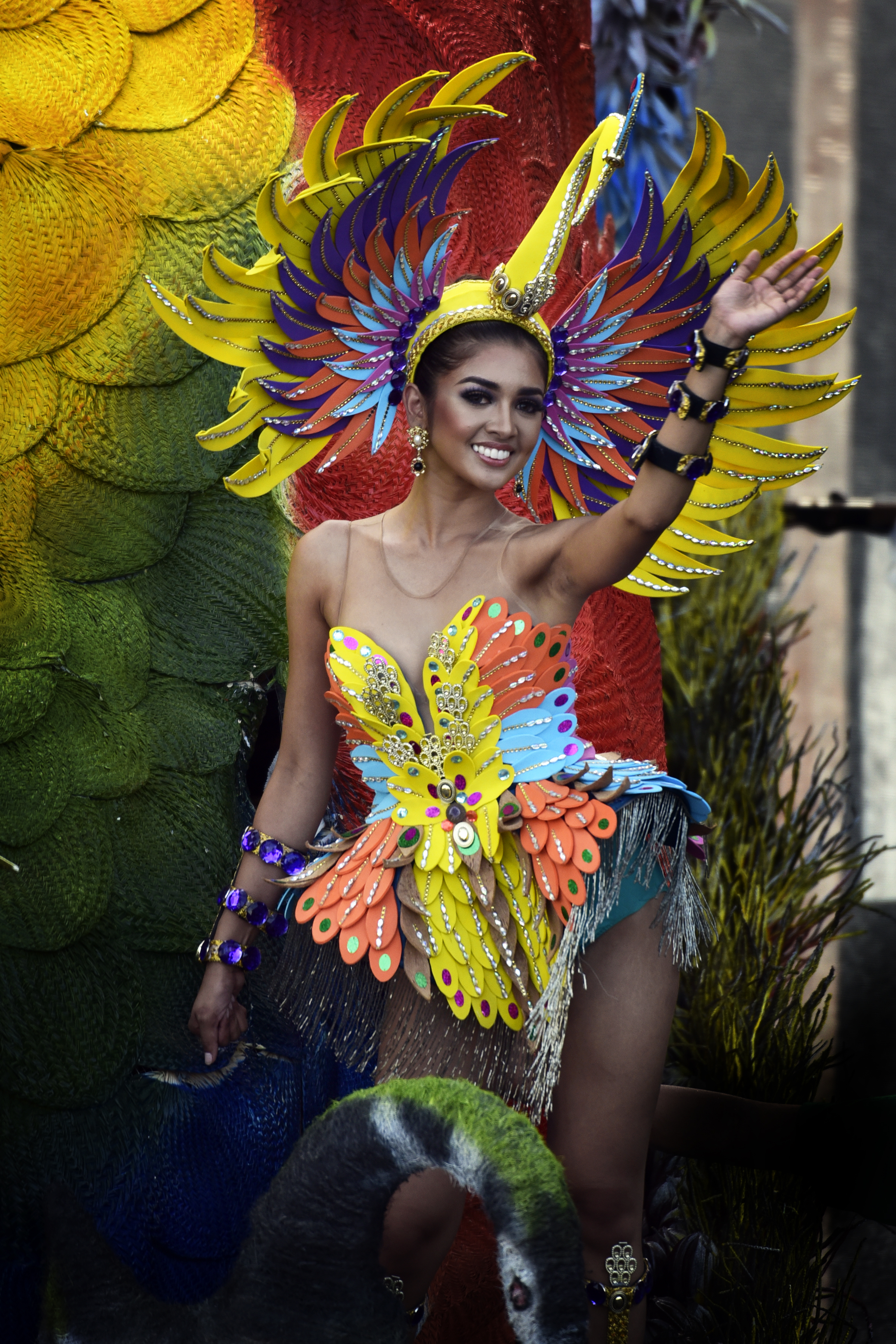
Hóa trang chim Sarimanok

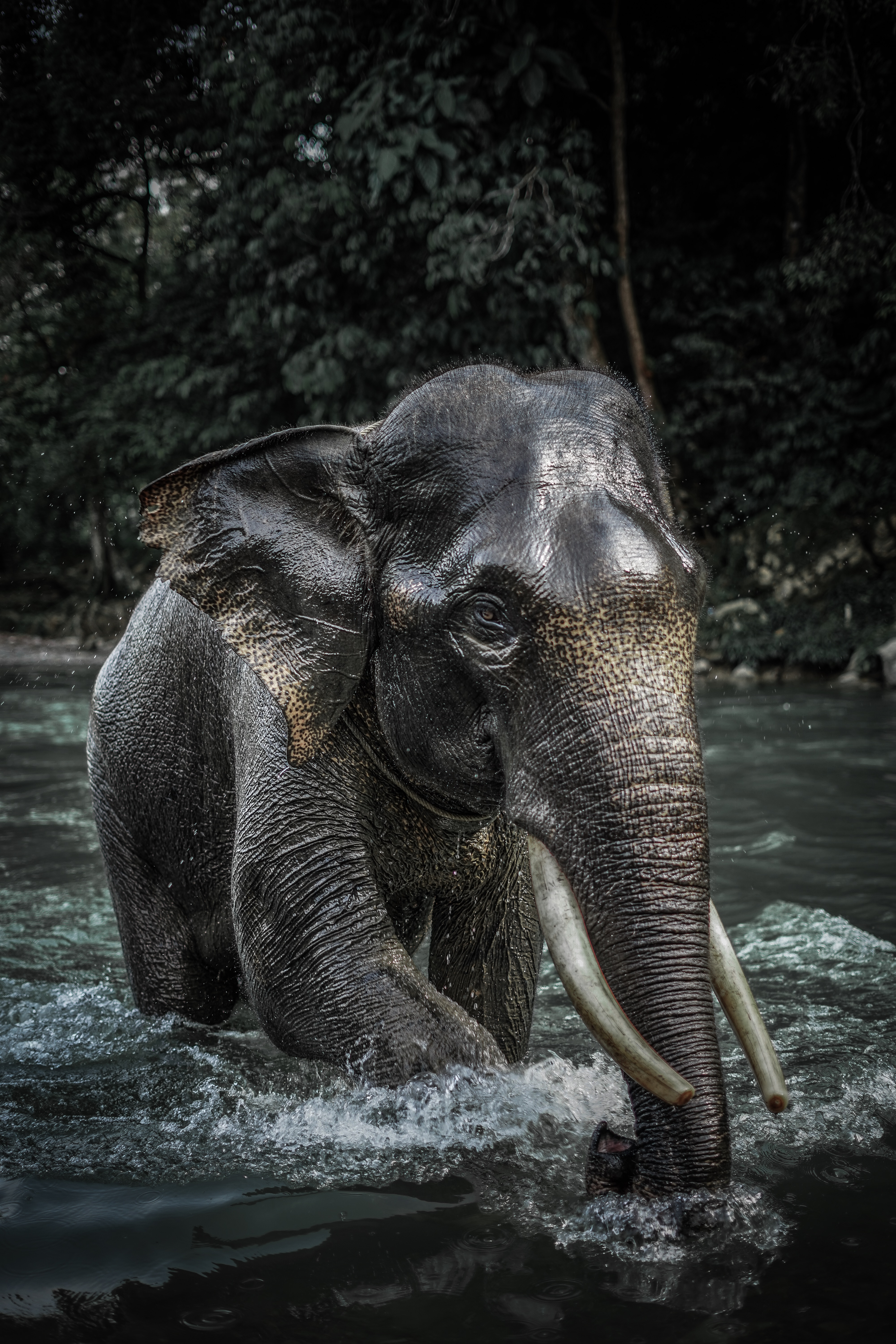
Voi là biểu tượng may mắn ở một số nước châu Á

- Hải âu trắng coi là một dấu hiệu may mắn nếu được các thủy thủ bắt gặp[32][32][33][33].
- Chim én gắn với mùa xuân và là biểu tượng của niềm vui, may mắn. Theo quan niệm mê tín của dân chèo thuyền, chim én là điềm tốt cho những người đi biển. Điều này có thể xuất phát từ thực tế là chim én là loài chim sống trên cạn, vì vậy sự xuất hiện của chúng cho thủy thủ biết rằng họ đang ở gần bờ[34][35].
- Chim Hạc là biểu trưng cho tuổi thọ, sức khỏe, hạnh phúc, sự khôn ngoan và may mắn. Chim Hạc trắng có thể bay đến các tầng trời và nó là biểu tượng của Trung Quốc đối với sự khôn ngoan[31]
- Sếu đỉnh đầu đỏ hay còn gọi là sếu Nhật Bản hay chỉ rộng là loài hạc là biểu tượng của sự may mắn, trường thọ và tính trung thực trong văn hóa châu Á, đặc biệt ở Trung Quốc và Nhật Bản[30].
- Chim cú vốn được biết đến như là loài chim thông minh, điềm tĩnh, lạnh lùng. Ở Myanmar thì cú được coi là con vật mang đến sự tốt lành và là biểu tượng may mắn của các gia đình. Nhiều gia đình đã dùng những con cú nhồi bông ở trong nhà để coi đó là lá bùa may mắn của gia đình mình[36].
- Chim Sarimanok trong tạo hình của nó được xem là biểu tượng may mắn ở Phi Luật Tân. Nó được miêu tả là một con gà với đôi cánh sặc sỡ và chiếc đuôi có lông vũ, ngậm một con cá trên mỏ hoặc móng vuốt của nó. Phần đầu được trang trí lộng lẫy với các họa tiết cuộn, lá và xoắn ốc. Nó được cho là một biểu tượng của sự may mắn[37][38][39].
- Xương ức của loài chim được xem là may mắn ở châu Âu và Bắc Mỹ[40].
- Cá (ngư) là chỉ dấu may mắn trong văn hóa Á Đông như Trung Quốc, Nhật Bản, và các nền văn hóa như Ai Cập, Ấn Độ, Tunisia[41][41][42][42][43][43][44][44][45][45][46][46]. Tại Campuchia, loài cá được xem là đại diện cho sức khỏe, thịnh vượng và may mắn, trong đó loài cá có tên Try Kantrop được xem là cực kỳ may mắn[30].

Cá là biểu tượng sức mạnh của tiền bạc và sự thịnh vượng. Bể cá cảnh không chỉ là một biểu tượng phong thủy thu hút tiền bạc mà còn là sự cân bằng của 5 yếu tố cơ bản trong phong thủy. Cá Koi (cá vàng hay cá chép) là sự giàu có, sức mạnh và sự thịnh vượng. Người ta cũng tin rằng bức tượng hoặc hình ảnh của cá Koi hoặc cá chép sẽ mang lại may mắn cho gia đình hoặc doanh nghiệp.
- Vảy cá chép ở Ba Lan. Người Ba Lan, Slovakia và Cộng hòa Séc  ăn vảy cá chép trong bữa tối Giáng sinh để cầu may. Sau khi ăn xong, người ta có thể sẽ giữ vài chiếc vảy trong ví suốt 12 tháng để may mắn luôn đi theo họ[2][15].
- Con lợn được xem là biểu tượng của sự may mắn, phồn thực trong văn hóa Trung Quốc, Việt Nam và cả ở Đức[47][47]. Từ Glücksschwein là một thành ngữ tiếng Đức có nghĩa là “con lợn may mắn”. Ở Đức, lợn có liên quan đến khả năng sinh sản và may mắn. Hình ảnh chú lợn thường xuất hiện trên những tấm thiệp bày tỏ lời chúc tốt đẹp, đặc biệt là vào dịp Năm mới. Na Uy và Thụy Điển cũng có những cụm từ được dịch là “con lợn may mắn”. Lợn cũng đại diện cho sự giàu có. Do đó mà mọi người hay bỏ tiền tiết kiệm vào các con lợn đất[15].
- Con bò cũng được xem là biểu tượng của sự may mắn. Trong xã hội tôn thờ các vị thần bò, bò đực được tôn vinh như biểu tượng của sự phì nhiêu. Con bò là biểu tượng của sức mạnh, sự sung mãn ở người đàn ông và sức khỏe tốt. Người Hy Lạp xem con bò là linh vật trong tình yêu và khả năng sinh sản. Họ cho bò đeo dây chuyền hay vòng hoa và tin rằng điều đó sẽ tăng khả năng sinh dục của loài bò cũng như đem lại may mắn về sức khỏe và năng suất nông nghiệp của gia đình[31].
- Akabeko là trong những món đồ chơi truyền thống xứ anh đào có ý nghĩa may mắn. Chú bò đỏ Akabeko được xem là món quà nhỏ xinh xắn nhưng chứa đựng nhiều ý nghĩa mà người Nhật thường tặng nhau.
- Voi là biểu tượng may mắn tại Trung Quốc và đặc biệt là Ấn Độ, nơi có vị thần Hindu đầu voi tên Ganesha[30]. Nhiều chủ doanh nghiệp châu Á sẽ đặt một bức tượng voi ở lối vào cửa hàng của họ để cầu may. Vòi voi hướng lên là may mắn, còn cụp xuống là xui xẻo. Vì thế mà các bức tượng voi thường có vòi hướng lên cao[15]. Voi trắng là biểu tượng của sự may mắn, quý phái trong văn hóa Thái Lan[48]. Voi là biểu tượng may mắn phổ biến khắp châu Á, nhưng đặc biệt nổi bật ở Ấn Độ và Thái Lan[2].
- Ngựa Dala hay Dalecarlian, là một con vật linh thiêng và ban tặng may mắn, sức mạnh, phẩm giá trong văn hóa Thụy Điển. Những con ngựa này có nguồn gốc từ vùng Dalarna ở Thụy Sĩ, đại diện cho sức khỏe, sự thông thái, lòng trung thành và nhân phẩm cao quý[2]. Nhiều người sẽ mua những tượng gỗ chưa sơn về rồi tự mình sơn. Các màu đặc trưng là đỏ, trắng hoặc xanh lá cây[15].
- Móng ngựa là biểu tượng may mắn của người Anh, người Ba Lan và một số dân tộc châu Âu khác. Móng ngựa được coi là may mắn khi quay lên trên nhưng không may mắn khi quay xuống dưới, mặc dù một số người tin điều ngược lại[49][49][50][50].
- Mèo: Những con mèo được nhiều nền văn hóa coi là biểu tượng may mắn, tùy vào từng nền văn hóa khác nhau[51][52][53]
- Mèo vẫy gọi Maneki-neko là biểu tượng đem lại may mắn, niềm vui ở Nhật Bản, Trung Quốc. Nếu giơ chân trái lên, người ta tin mèo sẽ kéo khách hàng. Còn chân phải thì hút tiền bạc và sự thịnh vượng nói chung[15].
- Mèo tam thể hay mèo đồi mồi được xem là biểu tượng may mắn.
- Thỏ là biểu tượng của sự may mắn và trường thọ trong văn hóa Trung Quốc. Đôi tai thỏ dài là năm mới có nhiều tiền[54].
- Chân thỏ (Rabbit's foot) được xem là điềm may mắn ở Bắc Mỹ, Anh và xứ Wales (bắt nguồn từ chân thỏ rừng). Chân thỏ có thể được đeo hoặc mang theo như một lá bùa may mắn[55][55].
- Con dơi: Người Trung quốc coi dơi đỏ có thể xua đuổi vận xấu nên họ coi con vật này là biểu tượng mang lại may mắn. 5 con dơi đỏ đại diện cho 5 vận may về sức khỏe, trường thọ, tình yêu, giàu sang và phẩm hạnh[2]. Khi dơi làm tổ trong nhà là một trong những dấu hiệu mạnh mẽ nhất rằng gia đình sẽ gặp những may mắn trong tiền bạc, tài chính. Đối với người Trung Quốc, dơi như là biểu tượng của sự giàu có dồi dào. Người Trung Quốc tin rằng con dơi chỉ làm tổ ở những nơi tốt lành nhất - họ cho rằng cảm nhận của dơi rất nhạy bén, nó có thể ngửi ra khỏi nơi có khí tốt lành. Nếu các con dơi bay đến và làm tổ dưới mái hiên nhà bạn thì điều này báo hiệu niềm vui, sự may mắn sắp tới[31].
- Cá heo được người La Mã coi là dấu hiệu của sự bảo vệ. Trong thời kỳ cổ đại, các thủy thủ sau hàng tháng lang thang trên biển, khi thấy cá heo, họ sẽ biết rằng mình đã ở gần với đất liền[2].
- Rùa là biểu tượng của huyền cơ, vũ trụ và sự trường thọ. Trong quan niệm phương Tây, nếu bắt gặp những con rùa nhỏ ở nhà, sân hay khu vườn thì sẽ gặp may trong kinh doanh[31].
- Ếch cũng đem đến những niềm may mắn. Nếu có những con ếch nhảy vào nhà thì đó là dấu hiệu tốt về tài chính, tiền sẽ đến[31]. Tượng ếch có ý nghĩa thu hút và bảo vệ tiền bạc[19].
- Kim Thiềm hay Thiềm Thừ hay Cóc vàng ngậm tiền hay Cóc ba chân là một linh vật tài lộc đặc trưng ở Trung Quốc, người ta chế tác ra hình tượng con cóc 3 chân có miệng ngậm tiền để cầu tài lộc, phúc lành[15]. Ở Việt Nam nhiều gia đình cũng chưng Kim Thiềm trong nhà với mong muốn cầu tài lộc.
- Bọ rùa hay bọ cánh cam được xem là mang lại may mắn ở phương Tây. Ở Mỹ, người ta tin rằng nếu một con bọ rùa tình cờ đậu lên tay, tức là may mắn sắp đến với người đó.[30].
- Bọ hung được coi là biểu tượng may mắn từ năm 2345 trước Công nguyên ở Ai Cập. Loài bọ cánh cứng này đại diện cho sự sáng tạo và cuộc sống vĩnh cửu, đồng thời được liên kết với Thần Mặt trời mọc Khepri[2][15][30][31].
- Dế được xem là mang lại nhiều may mắn tại châu Á và châu Âu. Sẽ rất xui xẻo nếu giết một chú dế vì chúng dễ thương và vô hại[30]. Dế là biểu tượng của sự an toàn và bảo vệ, nó được xem như chó giữ nhà bởi khi có người hay sinh vật lạ đến gần, chúng sẽ không kêu nữa. Bùa hộ mệnh hình dế được tìm thấy ở nhiều khu vực châu Á và Trung Đông[31].
- Rồng Aitvaras trong thấn thoại Lithuania là biểu tượng may mắn của Lithuania[56].

Ireland là quốc gia duy nhất trên thế giới mà trong văn hóa không có loài vật nào tượng trưng cho may mắn. Trong văn học dân gian Ireland, các loài vật cũng không được nhân cách hóa. Biểu tượng may mắn phổ biến tại Ireland chính là cỏ bốn lá.

### Sự việc

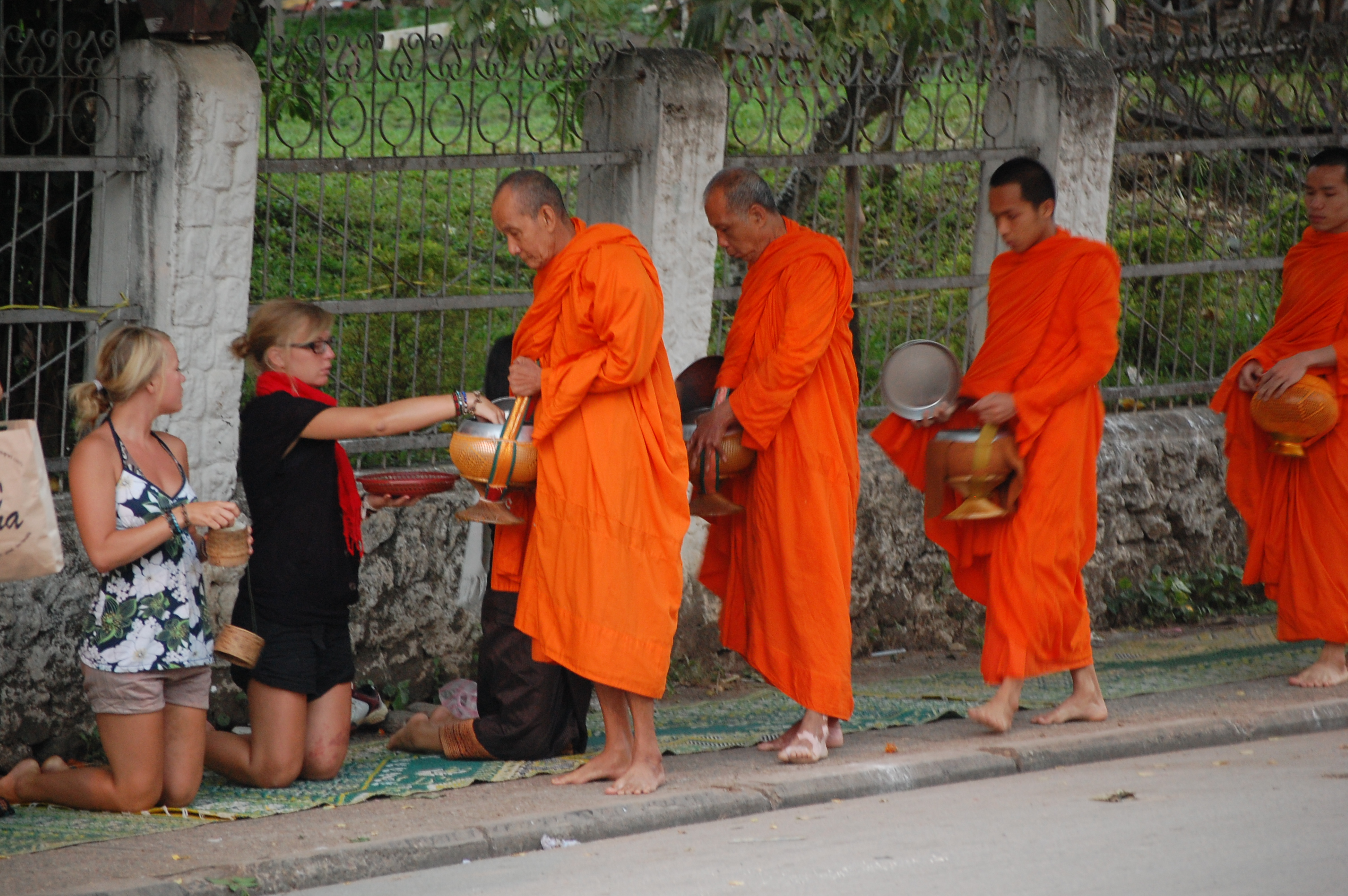
Các nhà sư đang đi khất thực hóa duyên trên đường ở Lào

- Gặp một người chùi ống khói (lau bồ bóng) lem luốc được xem là dấu hiệu may mắn khi bắt gặp trong quan niệm ở phương Tây. Ở Vương quốc Anh, khi cô dâu nhìn thấy người quét ống khói trong ngày cưới được coi là điều may mắn. Nhiều người Anh hiện đại tự thuê mình để tham dự đám cưới theo truyền thống này[57][58].
- Gặp một nhà sư khất thực trên đường theo truyền thống Phật giáo Nam tông thì đây là biểu hiện cho sự may mắn.